# Adele in Munich
Adele in Munich è il secondo residency show della cantante britannica Adele, svoltosi presso il Munich Messe di Monaco di Baviera dal 2 al 31 agosto 2024.

## Scaletta
Questa scaletta rappresenta quella del concerto del 2 agosto 2024. Non è, pertanto, rappresentativa per tutti gli spettacoli del residency.
1. Strangers by Nature (intro)
2. Hello
3. Rumour Has It
4. I Drink Wine
5. Water Under The Bridge
6. Easy on Me
7. One And Only
8. I'll Be Waiting
9. Oh My God
10. Send My Love (To Your New Lover)
11. Hometown Glory
12. Love In The Dark
13. Make You Feel My Love
14. Chasing Pavements
15. All I Ask
16. Skyfall
17. Set Fire To The Rain
18. All Night Parking (Interlude)
19. Hold On
20. When We Were Young
21. Someone Like You
22. Rolling in the Deep

## Date
| Data           | Città             | Stato    | Luogo       | Biglietti venduti/Biglietti disponibili | Incasso |        |
| Europa         | Europa            | Europa   | Europa      | Europa                                  | Europa  | Europa |
| -------------- | ----------------- | -------- | ----------- | --------------------------------------- | ------- | ------ |
| 2 agosto 2024  | Monaco di Baviera | Germania | Adele Arena | N.D.                                    | N.D.    |        |
| 3 agosto 2024  | Monaco di Baviera | Germania | Adele Arena | N.D.                                    | N.D.    |        |
| 9 agosto 2024  | Monaco di Baviera | Germania | Adele Arena | N.D.                                    | N.D.    |        |
| 10 agosto 2024 | Monaco di Baviera | Germania | Adele Arena | N.D.                                    | N.D.    |        |
| 14 agosto 2024 | Monaco di Baviera | Germania | Adele Arena | N.D.                                    | N.D.    |        |
| 16 agosto 2024 | Monaco di Baviera | Germania | Adele Arena | N.D.                                    | N.D.    |        |
| 23 agosto 2024 | Monaco di Baviera | Germania | Adele Arena | N.D.                                    | N.D.    |        |
| 30 agosto 2024 | Monaco di Baviera | Germania | Adele Arena | N.D.                                    | N.D.    |        |
| 31 agosto 2024 | Monaco di Baviera | Germania | Adele Arena | N.D.                                    | N.D.    |        |